# Josep-Víctor Solà
Josep-Víctor Solà i Andreu (Barcelona, 1878-1960)  fue un pintor español, englobado en el llamado posmodernismo catalán.

## Biografía
Sobrino del doctor Salvador Andreu, se inició en la pintura como alumno de Francisco Miralles y de Pere Borrell del Caso. Fue miembro de un grupo de artistas que se reunía en la taberna El Rovell de l'Ou («la yema del huevo»), en la calle Hospital de Barcelona, entre los que destacaban los pintores Pere Ysern, Mariano Pidelaserra y los hermanos Ramón y Julio Borrell, además del escultor Emili Fontbona y los dibujantes Cayetano Cornet y Ramón Riera Moliner, la mayoría alumnos de la Academia Borrell. El grupo editó una revista manuscrita titulada Il Tiberio (1896-1898).
Participó en varias exposiciones en los años 1890, pero no se dedicó de lleno a la pintura hasta los años 1930. Entre 1933 y 1936 participó en el Salón de Montjuic y, en la posguerra, realizó varias exposiciones individuales en el Faianç Català y en las galerías Argos y Franquesa. Se dedicó sobre todo al paisaje y el bodegón.